# If We Ever Meet Again
«If We Ever Meet Again» (en español: «Si alguna vez nos vemos de nuevo») es una canción del cantante norteamericano Timbaland, lanzada como cuarto y último sencillo de su álbum de estudio, Shock Value II, y cuenta con la compañía de la cantante de pop Norteamericana , Katy Perry.
La canción como tiene la colaboración de Perry, tuvo buena reputación en algunas listas de algunos países, en Nueva Zelanda, la canción ocupó el primer lugar de la lista musical de ese país y, obtuvo una certificación de disco de platino. En Australia el sencillo ocupó el noveno puesto y recibió un disco de oro como certificación.

## Información del sencillo
Timbaland escribió «If We Ever Meet Again», junto con su productor Jim Beanz para su álbum de estudio, Shock Value II. Más adelante, decidió que la canción tuviera un vídeo, en la cual, esta la compañía de Katy Perry, así como en el vídeo musical. 
Timbaland declaró durante una entrevista en MTV, aclaró que:

El trabajo de will.i.am s y su canción "I Gotta Feeling", le inspiró a escribir el sencillo "If We Ever Meet Again". Cuando escribí esta canción, yo estaba enamorado de este disco llamado... I Gotta Feeling.[...] El decía que no tenía nada que ver con If We Ever Meet Again, pero cuando me enteré del sencillo de Black Eyed Peas, dije: "Quiero un récord al igual que en mi álbum". [...] Le dije: Tengo que hacer una canción que "I Gotta Feeling". Yo y uno de mis productores, Jim Beanz, hemos llegado a este concepto. Yo dije: "I Gotta Feeling" "es una canción muy alegre, y me gustaba y da una buena sensación.[...]
Timbaland

En el disco, Timbaland canta mucho en vez de cantar rap: "No es como si estuviera cantando increíble, pero que tenía sentido para mí y se ajusta a mi voz", explicó. "Para llegar a alguien más para cantarla, podría sonar demasiado exagerado. Me gusta más con los errores - cometo errores. Ella cantando conmigo, le da un tipo diferente de arrogancia a ella".

## Historial de lanzamientos
| Fecha                  | País                         |
| ---------------------- | ---------------------------- |
| 1 de diciembre de 2009 | Estados Unidos (promocional) |
| 15 de febrero de 2010  | Reino Unido                  |
| 16 de febrero de 2010  | Estados Unidos               |
| 22 de febrero de 2010  | Francia                      |
| 26 de febrero de 2010  | Alemania                     |

### Publicación del sencillo promocional
"If We Ever Meet Again" junto con "We Belong to the Music" con Miley Cyrus fueron publicados en la tienda de iTunes Store, en los Estados Unidos el 1 de diciembre de 2009, como singles promocionales antes del lanzamiento del álbum. "If We Ever Meet Again" más tarde debutó en el puesto N.º98 en el Billboard Hot 100 en la semana que finalizó el 19 de diciembre de 2009.

## Vídeo musical

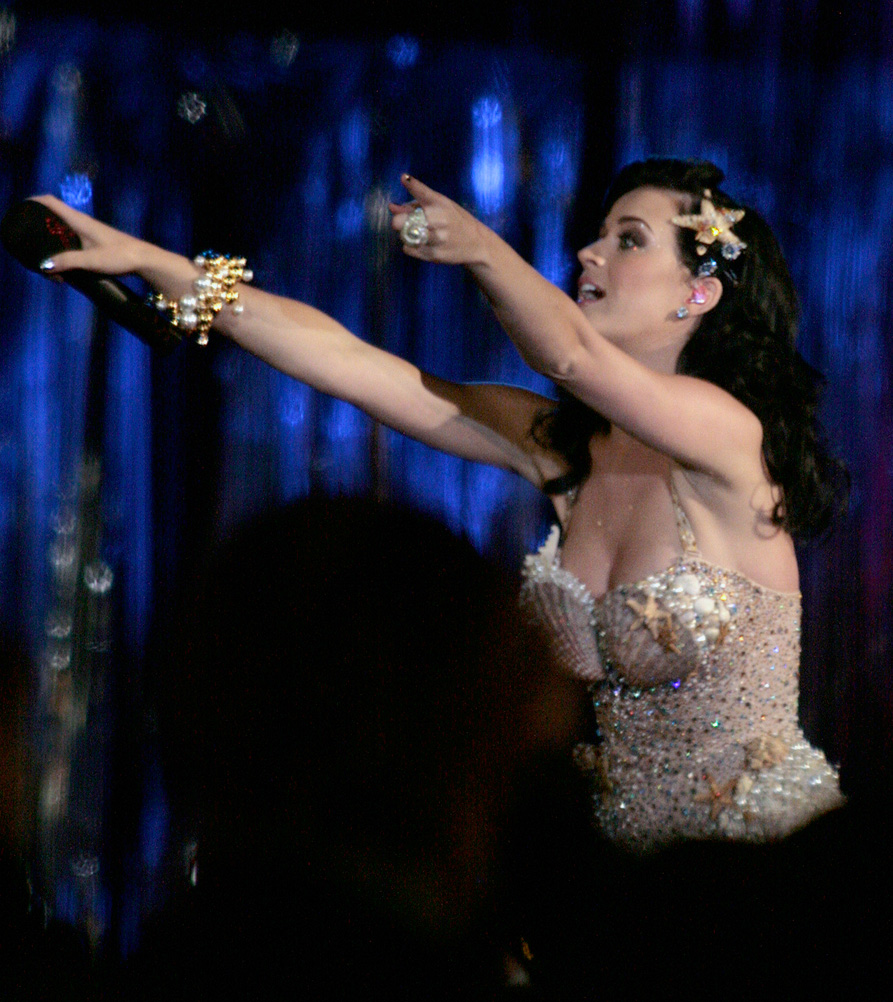
En el video aparece la cantante de pop, Katy Perry.

El video musical fue grabado en diciembre de 2009. Fue dirigido por Paul "Coy" Allen, quien dirigió "Morning After Dark" y "Say Something". Timbaland dijo en MTV que quería que el vídeo sea serio y quizás a Perry lo ha tocando su ángel de la guarda: "Quiero hacer algo profundo, No sé si quiero hacerlo como una relación. quiero hacer como ella me salvó la vida con lo que la depresión que me estaba pasando, ya se trate de la depresión de drogas, la pérdida de la depresión algo[...]. ¿Será en torno a si me voy por esto otra vez?". El video se estrenó el 18 de enero de 2010 y de enero 19 se muestran en los canales de música del Reino Unido, llegando al puesto número uno en muchas de las listas de canales de música. El vídeo, en lugar de centrarse en una relación seria, como se mencionó anteriormente, se centra en la historia de amor entre un ladrón de joyas y un ladrón de arte, intercalados con piezas de rendimiento de Perry y Timbaland. En el vídeo original de Katy Perry aparece vestida de color negro cinturón de cuero negro y con la ropa interior, mientras que Timbaland en toda la parte del clip se encontraba vestido con una chaqueta café y con una gorra en la cabeza. Timbaland aparece en el video como un hombre de la década de los años 20, que parece haber perdido su gran amor. Más tarde se encuentra con Katy Perry, su amante, y cantan y expresa su dolor de estar separados el uno del otro.

## Versiones y remixes
Descarga Digital
1. "If We Ever Meet Again" - 4:53

CD Promocional en el Reino Unido
1. "If We Ever Meet Again" (international radio edit)
2. "If We Ever Meet Again" (Digital Dog radio remix)

Remixes
- "Digital Dog" Club Mix
- "Chew Fu" Remix

## Rendimiento en las listas, certificaciones y procesión
El 28 de enero de 2010, "If We Ever Meet Again" entró en la lista de sencillos de Irlanda en el puesto N.º15 y la semana después ascendió a la máxima posición en el N.º3. El 31 de enero de 2010, la canción entró en el UK Singles Chart en el N.º17 y una semana más tarde subió a su máxima posición al N.º3. El sencillo alcanzó el puesto N.º1 en la lista de Nueva Zelanda el 15 de febrero de 2010, que termina con Stan Walker en la décima semana en el número uno posiciona con Black Box. La canción fue en el número 1 durante 4 semanas, que fue reemplazada en el número 1 de J. Williams con "You Got Me". La canción originalmente alcanzó su máxima posición en el Billboard Hot 100 en el N.º98, pero luego volvió a entrar en el puesto N.º96 en la fecha de emisión de 10 de abril de 2010. Desde entonces se ha mantenido en el N.º59.[cita requerida]

### Listas
| Australian Singles Chart                     | 9  |                        |    |
| Austrian Singles Chart                       | 12 |                        |    |
| Belgian Singles Chart (Flanders)             | 6  |                        |    |
| Belgian Singles Chart (Wallonia)             | 19 |                        |    |
| Canadian Hot 100                             | 6  |                        |    |
| Chile Top 100                                | 32 |                        |    |
| Czech Airplay Chart                          | 18 |                        |    |
| European Hot 100                             | 10 |                        |    |
| Danish Singles Chart                         | 22 |                        |    |
| Dutch Top 40                                 | 11 |                        |    |
| German Singles Chart                         | 9  |                        |    |
| Norwegian Singles Chart                      | 7  |                        |    |
| Irish Singles Chart                          | 3  |                        |    |
| New Zealand Singles Chart                    | 1  |                        |    |
| Slovak Airplay Chart                         | 6  |                        |    |
| Swedish Singles Chart                        | 20 |                        |    |
| Swiss Singles Chart                          | 9  |                        |    |
| UK Singles Chart                             | 3  |                        |    |
| Los 40 Principales                           | 2  | U.S. Billboard Hot 100 | 37 |
| U.S. Billboard Mainstream Top 40 (Pop Songs) | 35 |                        |    |

| País          | Certificación |
| ------------- | ------------- |
| Nueva Zelanda | Platino       |
| Australia     | Oro           |

## Sucesiones
| Predecesor: "Black Box" por Stan Walker | New Zealand Singles Chart - Sencillo N° 1 15 de febrero de 2010 - 15 de marzo de 2010 | Sucesor: "You Got Me" por J. Williams con Scribe |